# 27. základní expedice (Mir)
27. základní expedice, zkráceně EO-27, byla sedmadvacátá dlouhodobá expedice vyslaná Ruskou federací na svojí vesmírnou stanici Mir. Expedice začala 2. února 1999 startem lodi Sojuz TM-29 a skončila 28. srpna 1999 přistáním té samé lodi na území Kazachstánu. Byla součástí čtvrtého osídlení Miru.

## Posádka
| Pozice          | Kosmonaut                 |
| --------------- | ------------------------- |
| Velitel         | Viktor Afanasjev, (3)     |
| Palubní inženýr | Jean-Pierre Haigneré, (2) |
| Palubní inženýr | Sergej Avdějev, (3)       |

V závorkách je uveden dosavadní počet letů do vesmíru včetně této expedice.
| Pozice          | Záložní posádka          |
| --------------- | ------------------------ |
| Velitel         | Saližan Šaripov, (1)     |
| Palubní inženýr | Claudie Haigneréová, (1) |
| Palubní inženýr | Alexandr Kaleri, (3)     |

V závorkách je uveden dosavadní počet letů do vesmíru.

## Průběh expedice
V Sojuzu TM-29 startovala dvojice kosmonautů 27. základní expedice - Rus Viktor Afanasjev a Francouz Jean-Pierre Haigneré společně se členem 17. návštěvní expedice, se Slovákem Ivanem Bellou. Toto byla vůbec první mise pod vedením Ruska, při které startovali kosmonauti třech různých národností. Při jejich startu pobývali na stanici dva kosmonauti z 26. základní expedice - Gennadij Padalka a Sergej Avdějev, který přešel do 27. expedice.
Ivan Bella pracoval během své týdenní návštěvní expedice na slovenském výzkumném programu Štefánik. Vrátil se Zem 28. února 1999 v lodi Sojuz TM-28 společně s Gennadijem Padalkou, zbylým členem 26. základní expedice. Na stanici tedy zbyli kosmonauti už jen 27. základní expedice.
Ti prováděli práce a experimenty nejrůznějšího druhu. Podstoupili celkem tři výstupy do volného vesmíru a přijmuli dvě nákladní lodě Progress. Expedice stanici opustila v Sojuzu TM-29 28. srpna 1999. Skončila tím čtvrtá etapa osidlování Miru, během které se od roku 1989 na stanici vystřídaly desítky kosmonautů, přičemž ani jednou nebyla stanice opuštěná. Po přistání posádky 27. základní expedice se poprvé od roku 1989 nenacházel ve vesmíru ani jeden člověk.